# Атаманенко Ганна Володимирівна
Га́нна Володи́мирівна Атама́ненко (нар. 1980, м. Харків) — українська письменниця, член Національної спілки письменників України (2012).

## Біографія
Народилася 7 жовтня 1980 року в м. Харкові. Закінчила Національний технічний університет «Харківський політехнічний інститут» за спеціальністю «менеджмент зовнішньоекономічної діяльності».

## Літературна діяльність
Поетеса, прозаїк.

Пише українською та російською мовами. Автора книг «Я буду помнить!» (2004), «Жар-птицы стаями не летают» (2007), «Моє поетичне Ім'я» (2011).